# Casa de Unzueta (Éibar)
La casa-torre o palacio de Unzueta es un monumento situado en el barrio de Azitain de la localidad guipuzcoana de Éibar en el País Vasco, España. Fue declarado Bien de Interés Cultural el 17 de enero de 1964.

## Descripción
La construcción está ubicada en un promontorio en la orilla izquierda del río Ego sobre el camino que une Éibar con la ruta del Deva que comunicaba la meseta castellana con las costa cantábrica. Es un edificio con planta en "L" de planta baja y dos alturas con cubierta a cuatro agua. 
La fachada realizada en sillería oscura, presenta una distribución de vanos en cuatro ejes. En la planta baja posee dos grandes ventanas con rejas, en la primera planta cuatro balcones que se apoyan en zarpas forjadas de hierro entre los que se ubica, centrado, el escudo de armas de los Unzueta, barroco, el cual se compone de los siguientes elementos, un árbol verde y tres lobos atravesados a su tronco, cebados con sendos corderos. Orla roja con nueve aspas interpoladas con unas letras que dicen: "Todos magnánimos". La segunda planta tiene tres balcones antepechados que se complementan con un arco de medio punto a modo de solana en su parte derecha. Todo ello cubierto por un alero tallado.
Entre las fachadas laterales destaca al derecha en la que se abren los siguientes huecos, en la planta baja una ventana enrejada; en la primera planta hay un balcón volado sobre forjados de hierro y en la segunda, a modo de mirador, un arco de medio punto sobre columnas adosadas. La fachada izquierda carece de interés al estar muy alterada lo mismo que la trasera, que presenta el quiebro de la "L" y en la que se han abierto ventanas para atender las necesidades actuales a las que se ha destinado el edificio.

## Historia
Unzueta es un apellido muy arraigado en la localidad. Las primeras noticias hablan de 1193. En la Edad Media los Unzueta participaron en las guerras de bandos con el bando oñacino, por lo que su casa-torre sufrió numerosos ataques. Posteriormente en el siglo XVII, Doña Ángela María de Unzueta, ordenó construir el edificio que conocemos en la actualidad.
El 30 de noviembre de 1957 los Hermanos de La Salle abren el colegio en este lugar, pasando a llamarse Nuestra Señora de Azitain La Salle en honor a la Ermita de Azitain. Fue declarado Bien de Interés Cultural el 17 de enero de 1964.